# 레이크랜드다운스쥐
레이크랜드다운스쥐(Leggadina lakedownensis)는 쥐과에 속하는 설치류의 일종이다. 오스트레일리아에서만 발견된다. 자연 서식지는 건조 사바나 지역이다.

## 특징
꼬리 길이 40~50mm를 제외한 몸길이가 65~78mm인 작은 설치류로 발 길이는 14~16mm, 귀 길이는 11~13mm, 몸무게는 최대 25g이다.

## 생태
일 년에 두 번 30일 정도의 임신 기간 이후 최대 4마리의 새끼를 낳는다.

## 분포 및 서식지
오스트레일리아 북부 지역 퀸즐랜드주의 케이프요크반도부터 웨스턴오스트레일리아주 필바라 지역까지 널리 분포한다. 웨스턴오스트레일리아주 테브너드섬과 세러리어섬에서도 발견된다. 초원 지대와 아카시아 덤불, 숲 사바나 지역에서 서식한다.